# Iluocoetes
Iluocoetes is een geslacht van straalvinnige vissen uit de familie van puitalen (Zoarcidae).

## Soorten
- Iluocoetes elongatus (Smitt, 1898)
- Iluocoetes fimbriatus Jenyns, 1842